# ヴォルカン・デミレル
ヴォルカン・デミレル（Volkan Demirel, 1981年10月27日 - ）は、トルコ・イスタンブール出身の元サッカー選手、現サッカー指導者。元トルコ代表である。現役時代のポジションはGK。

## 経歴

### クラブ

#### カルタルスポル
イスタンブールのヨーロッパ側にあるファーティフ区に生まれた。。1999年、18歳の時にカルタルスポルに加入し、2000年に正ゴールキーパーとなった。2002年までの間にリーグ戦51試合に出場し、2002年夏にフェネルバフチェSKに移籍した。

#### フェネルバフチェSK
はじめはリュシュテュ・レチベルとレジェプ・ビレルの控えであったが、2003年4月26日にチームデビューした。2003年夏にリュシュトゥがFCバルセロナに移籍すると、2003-04シーズンはビレル (14試合) と出場機会を分け合って19試合に出場し、スュペル・リグ優勝を果たした。2004-05シーズンはシュペルリガ連覇を果たしたが、シーズン序盤はFCバルセロナから復帰したリュシュテュにポジションを奪われた。2005-06シーズンの開幕は正ゴールキーパーとして迎えたが、シーズン中盤には控えに降格した。2006-07シーズンの開幕時も正ゴールキーパーであったが、またもやシーズン途中にリュシュテュにポジションを奪われた。その後リュシュテュが負傷し、シーズンの残り試合はヴォルカンではなくセルダル・クルビルゲが先発出場した。2007-08シーズンはリーグ戦25試合に出場し、クルビルゲと出場機会を分け合ったが、UEFAチャンピオンズリーグの舞台ではグループリーグを通じて先発出場した。決勝トーナメント1回戦のセビージャFC戦ではいくつかのミスを犯して2失点したが、PK戦では3本のシュートを止め、クラブ史上初の準々決勝進出に貢献した。準々決勝ではチェルシーFCに2試合合計2-3で敗れた。2008年夏にクルビルゲが移籍した後は正ゴールキーパーとしての地位を固めた。2009年夏、クラブとの契約を4年間延長した。2010年9月21日、2009年のミス・ベルギーであるZeynep Severと結婚した。

### 代表
2001年にはU-20トルコ代表に招集され、4試合に出場した。同年から2003年にかけてU-21トルコ代表に招集され、通算21試合に出場した。2004年にトルコA代表に初招集され、4月28日のベルギーとの親善試合で後半から出場してデビューを果たした。UEFA EURO 2008では正ゴールキーパーを務め、トルコ代表初のベスト4進出に貢献した。グループリーグ3試合すべてに先発出場したが、チェコ戦でレッドカードを受けたために、準々決勝と準決勝には出場していない。

## 個人成績
| クラブ           | シーズン | リーグ | リーグ | カップ | カップ | 国際大会 | 国際大会 | 合計 | 合計 | 合計 |
| クラブ           | シーズン | 出場   | 得点   | 出場   | 得点   | 出場     | 得点     | 出場 | 得点 |      |
| ---------------- | -------- | ------ | ------ | ------ | ------ | -------- | -------- | ---- | ---- | ---- |
| カルタルスポル   | 2000-01  | 26     | 0      | -      | -      | -        | -        | 26   | 0    |      |
| カルタルスポル   | 2001-02  | 25     | 0      | -      | -      | -        | -        | 25   | 0    |      |
| カルタルスポル   | 通算     | 51     | 0      | 0      | 0      | 0        | 0        | 51   | 0    |      |
| フェネルバフチェ | 2002-03  | 1      | 0      | -      | -      | -        | -        | 1    | 0    |      |
| フェネルバフチェ | 2003-04  | 19     | 0      | 3      | 0      | -        | -        | 22   | 0    |      |
| フェネルバフチェ | 2004-05  | 6      | 0      | 1      | 0      | 1        | 0        | 8    | 0    |      |
| フェネルバフチェ | 2005-06  | 18     | 0      | 7      | 0      | 6        | 0        | 31   | 0    |      |
| フェネルバフチェ | 2006-07  | 16     | 0      | 2      | 0      | 5        | 0        | 23   | 0    |      |
| フェネルバフチェ | 2007-08  | 24     | 0      | 4      | 0      | 12       | 0        | 40   | 0    |      |
| フェネルバフチェ | 2008-09  | 29     | 0      | 0      | 0      | 10       | 0        | 39   | 0    |      |
| フェネルバフチェ | 2009-10  | 32     | 0      | 7      | 0      | 12       | 0        | 51   | 0    |      |
| フェネルバフチェ | 2010-11  | 32     | 0      | 2      | 0      | 2        | 0        | 36   | 0    |      |
| フェネルバフチェ | 2011-12  | 38     | 0      | 0      | 0      | -        | -        | 38   | 0    |      |
| フェネルバフチェ | 2012-13  | 28     | 0      | 3      | 0      | 15       | 0        | 46   | 0    |      |
| フェネルバフチェ | 2013-14  | 29     | 0      | 0      | 0      | 4        | 0        | 33   | 0    |      |
| フェネルバフチェ | 2014-15  | 26     | 0      | 3      | 0      | 0        | 0        | 29   | 0    |      |
| フェネルバフチェ | 2015-16  | 32     | 0      | 1      | 0      | 7        | 0        | 40   | 0    |      |
| フェネルバフチェ | 2016-17  | 21     | 0      | 1      | 0      | 10       | 0        | 32   | 0    |      |
| フェネルバフチェ | 通算     | 352    | 0      | 33     | 0      | 84       | 0        | 469  | 0    |      |
| 総通算           | 総通算   | 403    | 0      | 33     | 0      | 84       | 0        | 520  | 0    |      |

## タイトル

### クラブ
フェネルバフチェSK
- スュペル・リグ : 2003-04, 2004-05, 2006-07, 2010-11, 2013-14
- テュルキエ・クパス : 2011-12, 2012-13
- トルコ・スーパーカップ : 2007, 2009